# Kurt Bernardo Wolf Bogner
Kurt Bernardo Wolf Bogner (Ciudad de México, 21 de julio de 1943 - Cuernavaca, 25 de mayo de 2022), conocido como Bernardo Wolf, fue un físico mexicano de origen judío-alemán. Realizó investigaciones en el campo de la física matemática, en particular, en el desarrollo de la teoría de grupos de simetría y sus aplicaciones a problemas fundamentales de mecánica cuántica, física nuclear, física atómica y molecular y óptica. Además de ser ampliamente reconocido por sus aportaciones en el campo de las ciencias físico-matemáticas, también fue conocido por ser un asiduo escritor, entusiasta divulgador científico, aventurero y políglota.

## Reseña biográfica
Nació en el 21 de julio de 1943 en la Ciudad de México, México. Desde pequeño tuvo interés por las ciencias exactas, particularmente por la física y las matemáticas, lo que su padre (ingeniero de formación) y su madre impulsaron en su desarrollo. Creció su interés por las ciencias y desde que se enteró de la existencia de la carrera en física teórica en la Universidad Nacional Autónoma de México (UNAM), supo a qué se dedicaría.

### Educación

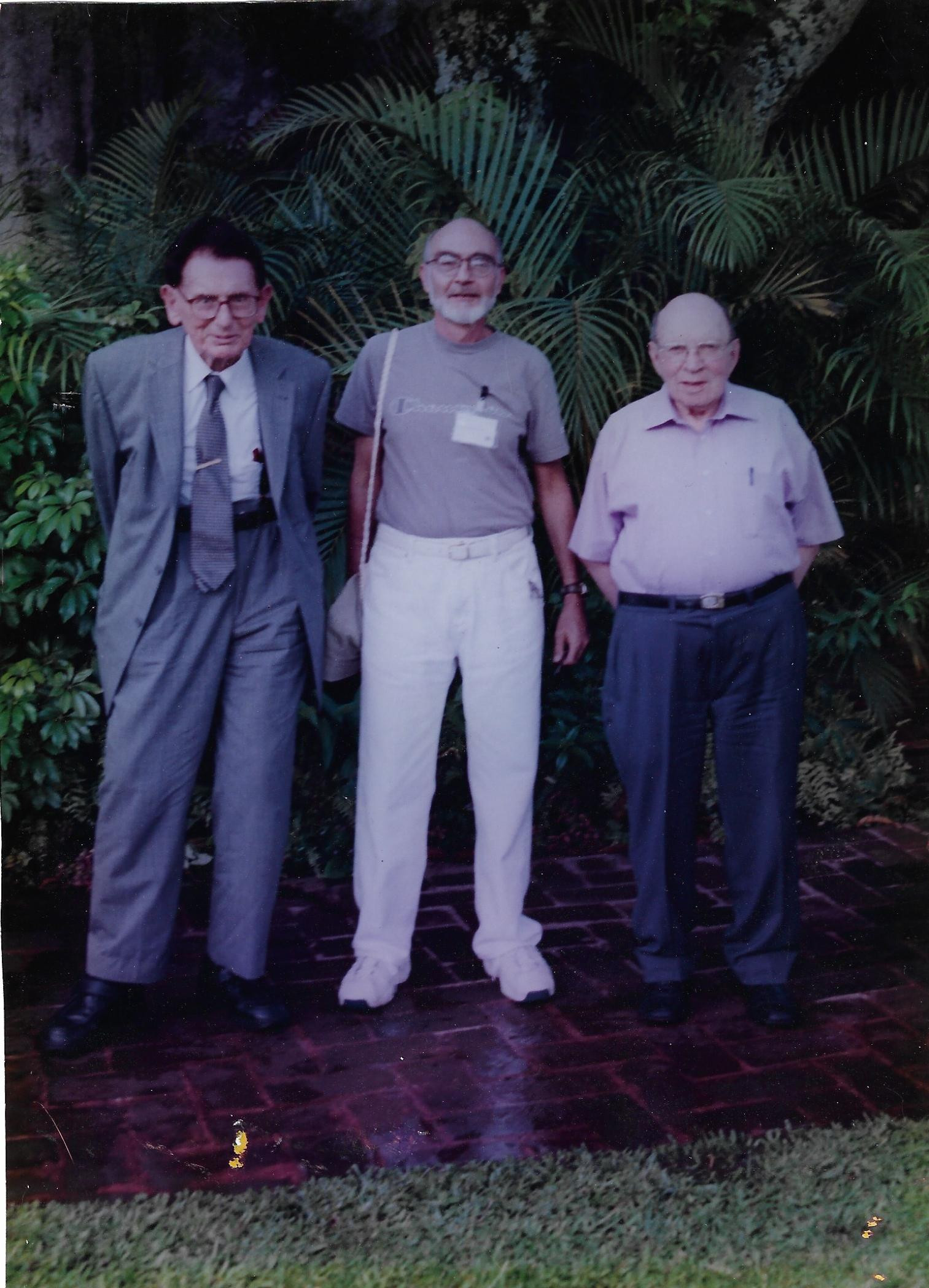
Reencuentro de Bernardo Wolf con su asesor de Licenciatura, Dr. Marcos Moshinsky, y de Doctorado, Yuval Ne'eman יובל נאמן, en 2004

En 1960 ingresó a la Facultad de Ciencias de la Universidad Nacional Autónoma de México (FC-UNAM) para cursar sus estudios de licenciatura en física teórica. En 1965 elaboró su tesis bajo la dirección del Dr. Marcos Moshinsky con título "Estudios teóricos sobre la estructura nuclear del flúor 19". Posteriormente se trasladó a Rejovot, Israel para realizar sus estudios de doctorado en el Departamento de Física del Instituto Weizmann de Ciencias, permaneció allí hasta 1967 cuando se abrió el programa de posgrado en el Departamento de Física y Astronomía de la Universidad de Tel-Aviv, donde obtuvo su PhD en 1969 con la tesis: "Group Theory and Regge Poles" dirigida por el Dr. Yuval Ne'eman יובל נאמן. Realizó un año de postdoctorado en el Instituto de Física Teórica de la Universidad Tecnológica Chalmers, Göteborg, Suecia (otoño 1969 - verano 1970).

### Puestos de trabajo
El 2 de enero de 1971 regresó a México, para formar parte del Instituto de Investigaciones en Matemáticas Aplicadas y en Sistemas (IIMAS), UNAM como Investigador Titular de enero de 1971 a marzo de 1999. Durante su periodo en el IIMAS, fue Decano de 1988 a 1991, Director Interino del 21 de agosto al 30 de septiembre de 1984 y Jefe de la Unidad del Instituto de Investigaciones en Matemáticas Aplicadas y en Sistemas en Cuernavaca, Morelos de abril de 1989 a noviembre de 1991. Fue Profesor de Asignatura en la FC-UNAM de 1971 a 1984. También fungió como primer Director del Centro Internacional de Ciencias AC (CIC) de diciembre de 1986 a diciembre de 1994, fue colaborador del Center for Nonlinear Studies, Los Alamos National Laboratory en Nuevo México, USA de marzo de 1989 a marzo de 1993 y Vicepresidente del CIC AC de enero de 1995 a enero de 2007.
A partir de 1991 se incorporó como Investigador Titular del Centro de Ciencias Físicas, UNAM en Cuernavaca, Morelos, el cual se convirtió en el Instituto de Ciencias físicas (ICF), en el año 2000. Fue Profesor en la Facultad de Ciencias de la Universidad Autónoma del Estado de Morelos (UAEMor) de 1995 al 2022. Bernardo Wolf permaneció como Investigador Titular del ICF, UNAM hasta su deceso en mayo del 2022.

### Investigación
Desde sus inicios, Bernardo Wolf estuvo fuertemente interesado en la descripción que la teoría de grupos hace de la naturaleza y sus procesos. Durante su estancia en Suecia trabajó sobre la teoría abstracta de grupos y sus representaciones, lo que dio lugar a varios artículos sobre transformaciones entre cadenas de grupos unitarios, espacios homogéneos con estabilizadores compactos y uno sobre transformaciones relativistas en N dimensiones sobre esferas, este último dio lugar a una línea de trabajo posterior con Charles P. Boyer  (quién fue su primer asociado posdoctoral) que se extendió durante varios años, en el cual estudiaron deformaciones y contracciones de todos los grupos clásicos. Durante sus primeros años en México colaboró de nuevo con Marcos Moshinsky, quién en 1971 junto con Christiane Quesne publicaron su trabajo sobre transformadas canónicas lineales del espacio fase en el contexto de la mecánica cuántica. A partir de dichas colaboraciones, en 1974 Bernardo Wolf extendió formalmente el análisis de las transformadas canónicas lineales a valores complejos, complexificando el grupo {\displaystyle {\mathsf {SL}}(2,\mathbb {R} )} para encontrar un semigrupo de {\displaystyle {\mathsf {SL}}(2,\mathbb {C} )}. Estos desarrollos están contenidos en los últimos capítulos de su libro Integral Transforms in Science and Engineering (Plenum, 1979).
Sus líneas de investigación continuaron extendiéndose sobre modelos matemáticos. En el verano de 1981 recibió como asociado posdoctoral a Debabrata Basu , con quien desarrolló coeficientes de Clebsch-Gordan en el álgebra {\displaystyle {\mathsf {sl}}(2,\mathbb {R} )} y en álgebras y grupos de Lorentz. A principios de los 80, en la Universidad de Maryland, USA, Alex J. Dragt  estaba desarrollando álgebras de aberraciones abiertas para diseñar el acelerador circular que estaba previsto para el fallido proyecto Superconducting Supercollider, entonces publicó un artículo en el que describía las aberraciones de tercer orden en las lentes, un resultado que Wolf explicaba con un teorema de factorización de las transformadas canónicas en el espacio fase en las interfaces duras. Bernardo Wolf ya estudiaba la descripción de sistemas con diversos potenciales a través de álgebras y grupos de Lie, pero a partir de una breve colaboración con A.J. Dragt en el Workshop Lie Methods in Optics celebrado en León, Guanajuato, México en 1985, Wolf comenzó a ver "transformaciones canónicas por todas partes, y que el reino perfecto de los modelos ópticos era realmente el mejor lugar, incluyendo interpretaciones geométricas, ondulatorias/cuánticas y discretas (pixeladas) de las diversas estructuras algebraicas que había visitado antes."
Bernardo Wolf reformuló los principios de la óptica geométrica en términos de grupos de Lie que describen la evolución del espacio fase correspondiente a sistemas de rayos luminosos, logrando representaciones algebraicas que describen las aberraciones complejas que surgen en sistemas ópticos. A través de esta descripción logró identificar por primera vez la aberración "pocus" (nombre que él mismo acuñó), una aberración que escapa a la clasificación clásica de aberraciones de Ludwig Seidel Philipp Ludwig von Seidel, ésta es generada por la dirección de incidencia de un rayo de luz sobre una pantalla, lo que deja invariante la imagen, pero imprime una fase en el espacio fase del sistema. Esta descripción de la óptica, desarrollada durante al menos 20 años, se encuentra en su segundo libro de investigación Geometric Optics on Phase Space (Springer, 2004). 
En la década de los 80, Bernardo Wolf conoció a Guillermo Krötzsch (1952 — 2019), con quien inició una gran amistad que perduró hasta los días finales de sus vidas. Se conocieron en las instalaciones del IIMAS, UNAM, donde Krötzsch fue contratado como Técnico Académico y comenzaron a trabajar juntos de inmediato. Publicaron en conjunto más de 20 artículos de investigación, divulgación, memorias in extenso, reportes técnicos y manuales, además del desarrollo de múltiples actividades académicas. 
A finales de los 80 y principios de los 90 estableció una colaboración continua con Natig Atakishiyev , con quien publicó al menos 54 artículos de investigación y memorias in extenso. A principios del 2000, Bernardo Wolf, Natig Atakishiyev y George S. Pogosyan introdujeron formalmente un modelo de oscilador armónico discreto y finito basado en la estructura del álgebra {\displaystyle {\mathsf {su}}(2)}. Posteriormente, a través de la generalización de este modelo de oscilador de una a dos dimensiones, presentaron la transformada fraccional de Fourier-Kravchuk, una transformada de Fourier discreta y finita sobre la base de funciones ortonormales y completas de Kravchuk. Este fue el inicio de su interés por los sistemas discretos y sus transformaciones que le permitieron incursionar en el análisis de señales discretas y en el procesamiento de imágenes pixeladas, donde desarrolló algoritmos que permiten manipular conjuntos discretos y finitos de datos de manera reversible, sin perder información alguna. Entre los años 2017 y 2020 publicó una serie de 7 artículos sobre nuevas soluciones a los sistemas de Zernike y sus simetrías, en coautoría con Natig Atakishiyev, George S. Pogosyan y A. Yakhno. 
Bernardo Wolf mantuvo un interés constante por la forma en que la ciencia se comunica entre quienes trabajan en ella, lo que lo llevó a realizar investigaciones en el área de la Cienciometría y Psicología de la Ciencia en colaboración con Sofía Liberman, con quien publicó el libro El Oficio Científico (ADN Editores & ACMor AC, 2015), además de la publicación conjunta de artículos de investigación, algunas memorias in extenso y actividades divulgativas sobre el tema. También fue de los primeros impulsores de la tipografía científica, publicó en Springer-Verlag el tercer libro del mundo escrito con el sistema LaTeX, publicó en coautoría los libros Manual de Lenguaje y Tipografía Científica en Castellano (Trillas S.A., 1986) y El Arte Editorial en la Literatura Científica (DGFE UNAM & SyG, 2000). Además organizó congresos nacionales sobre el uso del sistema TeX y la tipografía científica asistida por computadora con la participación de compañías editoriales.
A lo largo de su vida, Bernardo Wolf cultivó una gran cantidad de colaboraciones nacionales e internacionales, lo que lo llevó a realizar estancias sabáticas en el Departamento de Matemáticas y Estadística de la University of New Mexico, en el Centro de Investigaciones Matemáticas de la Université de Montréal, en el Centro de Investigación y Estudios Avanzados del Instituto Politécnico Nacional (CINVESTAV-IPN) y en el Departamento de Matemáticas de la Universidad Autónoma Metropolitana (UAM), además de al menos 34 estancias invitadas en McGill University, Université de Montréal, University of New Mexico, Centro de Investigación Científica y de Educación Superior de Ensenada (CICESE), Universidad de Valencia, University of Georgia, Università di Camerino degli Studi di Camerino, Universität Leipzig, Universidad de Siegen, Universidad Autónoma Metropolitana, Academia de Ciencias de Azerbaiyán, International Centre for Theoretical Physics, Los Alamos National Laboratory, Research Institute for Applied Computer Algebra, Universidad de Tel-Aviv, Universidad de Valladolid, Joint Institute for Nuclear Research, Macquarie University, Indian Institute of Science, Bilkent Üniversitesi , Czech Technical University in Prague , Technische Universiteit Eindhoven, Arizona State University, Universidad de Erlangen-Núremberg, Universität Ulm Ulm, Universidad Complutense de Madrid, Universidad de París VII Denis Diderot, Concordia University, Universiteit Gent y Ente Nazionale di Energia Atomica .
En lo institucional, Bernardo Wolf impulsó en los 80 la creación del Centro Internacional de Física y Matemáticas Aplicadas A.C., el cual quedó establecido en 1986 y posteriormente se convirtió en el Centro Internacional de Ciencias A.C. (CIC), ubicado en el Campus Chamilpa de la Universidad Autónoma del Estado de Morelos, UAEM-UNAM. Este centro ha sido sede de innumerables reuniones científicas que han fomentado la presencia internacional del Campus Morelos de la UNAM. Así mismo, fue miembro fundador de la Academia de Ciencias de Morelos (ACMor) y de la Academia Mexicana de Óptica (AMO).
Recibió como asociados posdoctorales a 9 investigadores: C.P. Boyer, D. Basu, S. Ahmed, M.A. Alonso, F. Aceves, J. Rueda, C.A. Muñoz, J.J. Healy y A.R. Urzúa.
Organizó alrededor de 30 reuniones científicas nacionales e internacionales, tales como el IX y XXV International Colloquium on Group Theoretical Methods in Physics, Lie Methods in Optics, Simposio Internacional “Symmetries in Physics” en honor al Profesor
Marcos Moshinsky, IV Wigner Symposium, VIII Quantum Theory and Symmetries, entre otros; de los cuales editó al menos 15 libros de memorias y volúmenes especiales. Su productiva trayectoria científica lo llevó a publicar más de 180 artículos en revistas internacionales arbitradas y más de 80 capítulos de libro y memorias in extenso.

### Docencia
Impartió cursos sobre funciones especiales, transformadas integrales y teoría de grupos en la Facultad de Ciencias de la Universidad Nacional Autónoma de México y en la Facultad de Ciencias de la Universidad Autónoma del Estado de Morelos (Ahora Instituto de Investigación en Ciencias Básicas y Aplicadas (IICBA)).
Dirigió 11 tesis de licenciatura: A. García, J.A. Jiménez, D. Alcaraz, A. Aguilar, F. Soto-Eguibar, M. Navarro, A. Sánchez y Gándara, G. Krötzsch, L.E. Ruiz-Vicent, A.R. Urzúa, y R.K. Uriostegui. 5 tesis de maestría: C.J. Figueroa, M.C. Salto-Alegre, A.R. Urzúa, R.K. Uriostegui y M.A. Gómez.  Y 4 tesis de doctorado: A.L. Rivera, L.E. Ruiz-Vicent, M.C. Salto-Alegre y R.K. Uriostegui.

### Divulgación
Bernardo Wolf fue un hombre de gran cultura científica y general. Publicó cerca de 60 notas de curso y divulgación, muchas de ellas en el espacio que mantiene la Academia de Ciencias de Morelos (ACMor) en el periódico La Unión de Morelos , donde publicó sobre temas tan diversos como "Las simetrías ocultas y el caos", "La psicología de la ciencia"  o "El capital en el siglo veintiuno". Publicó diversos artículos de divulgación en las revistas Ciencia e Hypatia, además de algunos artículos de enseñanza en la Revista Mexicana de Física E ( (enlace roto disponible en Internet Archive; véase el historial, la primera versión y la última).). 
Impulsó el programa de Coloquios de la ACMor, en el cual investigadores e investigadoras de diversas instituciones se reúnen de manera informal con estudiantes de nivel medio superior en localidades que van desde la ciudad hasta escuelas remotas del estado de Morelos, él organizó y participó en muchas de ellas, inspirando estudiantes en la vocación científica.
Además, dio conferencias y fungió como jurado en concursos nacionales de investigación a nivel preparatoria, animando a colegas y estudiantes a participar de igual manera.
Bernardo fue además pionero en la tipografía científica por computadora en México. Utilizando el sistema tipográfico TeX, y posteriormente LaTeX, construyó los originales de sus libros y artículos desde fines de los 70. En 1986 publicó el Manual de Lenguaje y Tipografía Científica en Castellano, y en 1992, el libro El arte editorial en la literatura científica.

### Distinciones
- Premio en Ciencias Exactas, Academia Mexicana de Ciencias (AMC) (1981)[11]
- Reconocimiento al Mérito, Universidad Nacional Autónoma de México (UNAM) (1982)
- Premio de la Academia Mexicana de Óptica (AMO) (1997)
- Cátedra Patrimonial de Excelencia, Consejo Nacional de Ciencia y Tecnología (CONACYT) (1998 - 2012)
- Medalla Marcos Moshinsky, Instituto de Física de la Universidad Nacional Autónoma de México (IF-UNAM) (1999)[12]
- Senior member of the Optical Society of America (OPTICA) (2012)[13]
- Fellow of the Optical Society of America (OPTICA) (2022)[14]
- Investigador Emérito del Sistema Nacional de Investigadores (SNI) (2022)[15]

### Idiomas
A pesar de que sus publicaciones científicas se limitaron a los idiomas español, inglés y ruso, Bernardo Wolf también dominaba los idiomas alemán, sueco, francés, italiano y hebreo, un total de 8 idiomas.

### Vida de mochilero
Durante el tiempo que Bernardo Wolf pasó en Israel desarrollando sus estudios de posgrado aprovechó los largos periodos vacacionales, que iban de junio a octubre, para realizar muchos viajes por Europa, África Oriental, Medio Oriente y Asia del Sur.
Durante sus viajes escribió varios artículos que fueron publicados por el periódico Excélsior (en México), entre mayo de 1967 y abril de 1971. Dichos artículos fueron cuidadosamente compilados por Gunnar Eyal Wolf, uno de sus hijos, y finalmente publicados en el libro Crónicas de un mochilero en un mundo más ingenuo.